# Coup de foudre à Seattle
Pour les articles homonymes, voir Coup de foudre (homonymie).
Pour plus de détails, voir Fiche technique et Distribution.
Coup de foudre à Seattle (Love Happens ou Quand arrive l'amour au Québec, d'abord nommé Traveling) est une comédie romantique réalisée par Brandon Camp avec Jennifer Aniston et Aaron Eckhart, sortie en 2009.

## Synopsis
Un veuf décide d'écrire un livre sur le travail de deuil. L'ouvrage est un succès et fait passer son auteur pour une sorte de gourou. Lors de l'un de ses séminaires, il tombe amoureux d'une femme, et se rend alors compte qu'il n'a pas surmonté la perte de sa femme.

## Fiche technique
- Titre original : Love Happens
- Titre québécois : Quand arrive l'amour
- Réalisation : Brandon Camp
- Scénario : Brandon Camp et Mike Thompson
- Distribution : Universal Pictures
- Pays d'origine : États-Unis
- Langue : anglais
- Genre : Drame et romance
- Date de sortie : 2009

## Distribution
- Aaron Eckhart (VF : Guillaume Orsat ; VQ : Frédéric Paquet) : Burke Ryan
- Jennifer Aniston (VF : Dorothée Jemma ; VQ : Isabelle Leyrolles) : Éloïse
- Frances Conroy (VQ : Élise Bertrand) : Mère d'Éloïse
- Martin Sheen (VF : Marcel Guido ; VQ : Jean-Luc Montminy) : Donald, Beau-père de Burke
- Judy Greer (VF : Anne Massoteau ; VQ : Julie Burroughs) : Marty
- Dan Fogler (VF : Thierry Kazazian ; VQ : Tristan Harvey) : Lane Marshall
- Joe Anderson (VQ : Jean-François Beaupré) : Tyler
- John Carroll Lynch (VQ : Thiéry Dubé) : Walter
- Darla Fay (VF : Jessie Lambotte) : Beehive
- Sasha Alexander (VF : Ariane Deviègue ; VQ : Mélanie Laberge) : la photographe
- Michelle Harrison (VQ : Anne Bédard) : Cynthia, la femme de Burke
- Brandon Jay McLaren : Mohawk

Source et légende : Version française (VF) sur RS Doublage Version québécoise (VQ) sur Doublage Québec.

## Autour du film
Le film a été tourné à Seattle, aux États-Unis.
Passé inaperçu aux États-Unis, éreinté par la critique américaine, le film est sorti directement en DVD en France au mois de février 2010 sous le titre Coup de foudre à Seattle, qui est aujourd'hui son titre d'exploitation .